# بحيرة النجمة (نيويورك)
بحيرة النجمة، في نيويورك تعتبر قرية صغيرة ومكان مخصص للتعداد السكاني في جبال آديرونداك في مقاطعة سانت لورانس، نيويورك، الولايات المتحدة. كان عدد سكانها 809 نسمة في التعداد السكاني لعام 2010.
بحيرة النجمة هي بلدة تقع بولاية كليفتون في الولايات المتحدة، لكن جزءًا من المجموعة موجود في بلدة فاين.
تقع المجتمعات شرق بحيرة ذات شكل موازي للغاية، وتسمى أيضًا بحيرة النجم.

## تاريخ
تم وضع بحيرة النجم في السجل الوطني للأماكن التاريخية في عام 2012.

## جغرافية
تقع بحيرة النجم في44°09′36″N 75°01′58″W / 44.160012°N 75.032800°W .
وفقًا لمكتب تعداد الولايات المتحدة ، تبلغ مساحة الاجمالية للجنة الانمائية المركزية CDP 4.8 ميل مربع (12 كـم2)، منها 4.4 ميل مربع (11 كـم2) منها أرض ومساحتها 0.4 ميل مربع (1.0 كـم2) ومنها نسبة (8.11٪) ماء.
بحيرة النجم يخدمها شرق-غرب طريق ولاية نيويورك 3.
تقع المجتمعاتداخل منتزة أديرونداك بارك.

## التركيبة السكانية
وفي تعداد عام 2000، كان هناك 860 شخصا، 363 اسرة معيشية، و 235 اسرة مقيمة في القرية. كانت الكثافة السكانية 194.5 لكل ميل مربع (75.1 / كم 2). وكانت هناك 526 وحدة سكنية بمتوسط كثافة 119.0 / متر مربع ميل (45.9 / كم 2). كان التوين العرقي للحزب الديمقراطي الصيني لـ CDP 95.58٪ من ألبيض، 0.35٪ أمريكي من أصل أفريقية، 1.63٪ من الامريكيين الاصليين، 0.47٪ من الاسيويين، 0.23٪ من الاعراق الاخرى، و 1.74٪ في المائة من عرقين أو أكثر،1.05 ٪ كان من اصل اسباني أو لاتيني من أي عرق من السكان.
يتواجد هناك 363 عائلة، و 26.7٪ بالمئة منهم لديهم أطفال اعمارهم تقل عن 18 عامًا يعيشون مع عائلاتهم، و 49.3٪ بالمئة من المتزوجين الذين يعيشون معًا، و 10.5٪ بالمئة من لديها ربة منزل بدون زوج، و 35.0٪ بالمئة من غير العائلات. 30.3 ٪ بالمئة من جميع الأسر كانت مكونة من أفراد، و 15.7 ٪ بالمئة من كان لديهم شخص يعيش بمفرده يبلغ من العمر 65 عامًا أو أكبر. بلغ متوسط حجم الأسرة 2.36 وبلغ متوسط حجم الأسرة 2.85.
امتد وانتشر السكان في المجتمع، حيث كان 23.6٪ بالمئة تحت سن 18، و 6.7٪ بالمئة من 18 سنه إلى 24 سنه، و 26.3٪ بالمئة من 25 سنه إلى 44 سنه، و 26.6٪ بالمئة من 45 سنه إلى 64 سنه، و 16.7٪بالمئة كانوا 65 عام أو أكبر سنا. كان متوسط الاعمار 41 عام. لكل 100 أنثى هناك 95.9 ذكر. لكل 100 أنثى من سن 18 وما فوق، هناك 92.7 ذكر.
يبلغ متوسط الدخل لعائلة واحده في المنطقة 34,083 دولارًا، وبلغ متوسط الدخل للعائلة الواحدة 42,292 دولارًا. وبلغ متوسط الدخل لذكور وقدره 40789 دولارًا مقابل دخل 21806 دولارًا للإناث. ال [ بر كبيتا ينكم] ل ال [كدب] كان $ 18,310. حوالي 17.6٪ بالمئة من العائلات و 21.0٪ بالمئة من السكان كانوا تحت خط الحاجة، بما في ذلك 30.0٪ بالمئة من الذين تقل أعمارهم عن 18 عامًا و 11.3٪ بالمئة من الذين بلغوا 65 عامًا أو أكثر.